# 1797 no Brasil
Esta é uma cronologia dos fatos acontecimentos de ano 1797 no Brasil.

## Incumbentes
- José Luís de Castro, Conde de Resende, Vice-Rei do Brasil de 1790 a 1801.

## Eventos
- 28 de junho: António Manuel de Melo e Castro de Mendonça tomou posse do governo de São Paulo sendo o décimo quarto Capitão General da Capitania.[1]

## Nascimentos
- 3 de janeiro: Luís Paulo de Araújo Bastos, primeiro barão com grandeza e visconde com grandeza de Fiais,[2] e político (m. 1863).
- 15 de janeiro: João Baptista da Silva Pereira, Barão de Gravataí, militar e industrial (m. 1853).
- 22 de janeiro: Maria Leopoldina de Áustria, imperatriz do Brasil (m. 1826).
- 9 de julho: Domingos José de Almeida, em Mariana, Minas Gerais. Importante Ministro da República Rio-Grandense durante a Guerra dos Farrapos.
- 27 de dezembro: Domitila de Castro Canto e Melo, nobre (m. 1867).